# Santuario de Knock

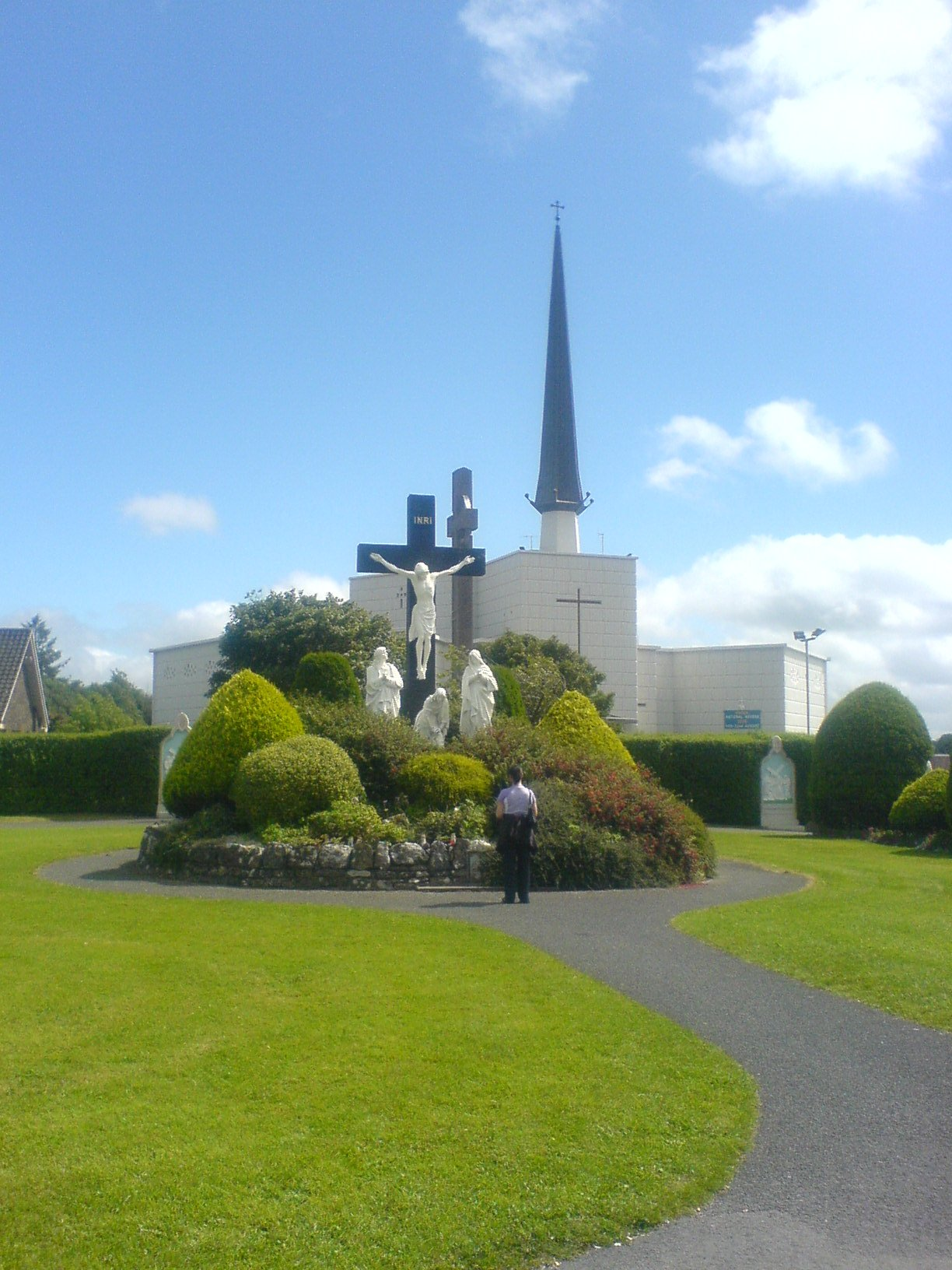
Basílica de Nuestra Señora de Knock, Reina de Irlanda.

El Santuario de Knock es un importante lugar de peregrinación católica en el pueblo de Knock, dentro del Condado de Mayo, en Irlanda, donde se afirma que se produjo una aparición de la Santísima Virgen María, San José, San Juan Evangelista y de Jesucristo (como el Cordero de Dios) en 1879. La Iglesia católica conmemora su festividad el 21 de agosto.

## Detalles de la aparición
En la noche del 21 de agosto de 1879, personas cuyas edades eran de cinco a setenta y cinco años incluyendo hombres, mujeres, adolescentes, niños, vieron lo que según ellos era una aparición de Nuestra Señora, San José y San Juan Evangelista en el sur hastial de la pequeña comunidad al final de la iglesia parroquial, la iglesia de San Juan Bautista. Detrás de ellos y un poco a la izquierda de San Juan había un altar sencillo. En el altar estaba una cruz y un cordero (una imagen tradicional de Jesús, tal como se refleja en la frase religiosa, el Cordero de Dios), con ángeles adoradores.
La Santísima Virgen María, fue descrita como muy hermosa, a unos cuantos pies por encima del suelo. Llevaba un manto blanco, colgando en pliegues y se sujetaba al cuello. La corona pareció brillante, y de una iluminación dorada, de un tono más profundo que la blanca túnica que llevaba, la parte superior de la corona que parecía ser una serie de destellos o cruces brillantes. Ella fue descrita como en “oración profunda", con los ojos elevados al cielo, sus manos elevadas a los hombros o un poco más, las palmas ligeramente inclinadas hacia los hombros. Bridget Trench "fui de inmediato a besarla, como pensaba, los pies de la Santísima Virgen, pero no sentí nada en el abrazo, solo la pared, y me preguntaba por qué yo no podía sentir con mis manos las figuras que había visto tan clara y nítidamente ".
San José, también vestido de túnicas blancas, se puso en la mano derecha de la Virgen. Tenía la cabeza inclinada hacia adelante desde los hombros hacia la santísima virgen en respeto.
San Juan Evangelista se puso a la izquierda de la Santísima Virgen. Estaba vestido con una túnica larga y llevaba una mitra. Él estaba lejos de las otras figuras. Parecía estar predicando y sostenía un gran libro en su mano izquierda.
A la izquierda de San Juan aparecía un altar con un cordero y una cruz en el altar detrás del cordero.
Aquellos que fueron testigos de la aparición quedaron de pie en la lluvia hasta dos horas rezando el rosario, una oración católica tradicional. Cuando la aparición empezó había luz, pero a pesar de que se puso muy oscuro, los testigos decían que todavía podían ver las figuras con mucha claridad - que parecía ser el color de una luz blanquecina brillante. La aparición no parpadeó ni se movió de ninguna forma. Los testigos informaron de que el suelo alrededor de las figuras se mantuvo completamente seco durante la aparición, aunque el viento soplaba desde el sur. Después, sin embargo, el terreno en el frontón se mojó y el frontón se puso oscuro.
Para ponerlo en su contexto histórico, esta aparición tuvo lugar tan sólo nueve años después de la declaración de la infalibilidad papal, y poco antes de la muerte del arzobispo MacHale.

## Comisiones de investigación de la iglesia
Una comisión eclesiástica de la investigación se estableció por el arzobispo de Tuam, Mons. Dr. John MacHale. El veredicto final de la Comisión era que el testimonio de todos los testigos en su conjunto es de confianza y satisfactoria. En una segunda comisión de investigación en 1936, los testigos sobrevivientes confirmaron las pruebas que dieron a la primera Comisión.

## Contexto cultural
Sociólogos posteriores, mientras que ni aceptaron ni disputaron lo que había ocurrido al parecer, pero buscando entender su contexto cultural, señaló la cronología de los acontecimientos: ¿cómo en Lourdes y Fátima "visitas" se presentaron en un momento de grandes cambios culturales, sociales y económicos , y les ocurrió a personas cuya sociedad tradicional estaba bajo la amenaza de un cambio dramático. En la década de 1870, Irlanda se encontraba en un período de cambios dramáticos. Algunas partes de la isla habían experimentado lo que resultó ser las últimas hambrunas, pero esas trajeron recuerdos de la gran hambruna irlandesa de la década de 1840 que había diezmado el campo.
La aparición de los ferrocarriles trajo nuevas oportunidades de viaje y desafíos a comunidades que eran muy unidas, mientras que la década de 1870 marcó el inicio de la reforma agraria que cambiaría la vida rural irlandesa, la reforma inicialmente luchó por medio de la movilización de masas y a veces con la violencia en la guerra de la Tierra, liderada por las organizaciones como la Liga de la Tierra de Michael Davit y con el liderazgo político radical de Charles Stewart Parnell. 
Una aparición similar reportada por una chica en Lourdes, Francia, en 1858 había sido publicada en Irlanda antes de 1879. A su vez, la continua devoción católica de hace mucho tiempo a María había sido enfatizada por la nueva fiesta de la Inmaculada Concepción que se proclamó en 1854.

## El Santuario Hoy en Día
A pesar de que se mantuvo durante casi 100 años un importante sitio de peregrinación en Irlanda, Knock se estableció como un sitio religioso mundial, en gran medida durante el último cuarto del siglo XX, en gran parte debido a la labor de largo plazo del párroco Monseñor James Horan. Horan presidió una reconstrucción importante del sitio, con la provisión de una basílica más grande y nueva del Knock (la primera en España) junto a la antigua iglesia, que ya no podía hacer frente al número de visitantes. [Cita requerida] En 1979, el centenario de la aparición, el Papa Juan Pablo II, él mismo un devoto de María, visitó el Santuario de Knock y declaró que era el objetivo de su visita a Irlanda. En esta ocasión presentó una rosa de oro, una muestra que rara vez se otorga de honores y reconocimiento papal.

## Supuestos fenómenos solares
En octubre de 2009, varias personas reportaron haber observado fenómenos solares "milagrosos" similares al "milagro del sol" de las apariciones de Fátima. Estas narraciones fueron recibidas con escepticismo y el arzobispo local advirtió a las congregaciones católicas de no prestar mucha atención a esos supuestos acontecimientos.
En diciembre de 2009, un oftalmólogo del Hospital del Colegio Universitario de Galway emitió una advertencia de que había un incremento considerable en el número de casos de retinopatía solar "todas ellos vinculados a los acontecimientos del Knock," y diagnosticados de tener "una reducción significativa en su visión.
" Los informes de personas que han observado el sol "bailando en el cielo" fueron caracterizados por ser simplemente "una especie de truco barato", causada por la luz del sol brillante: "Si usted mira fijamente al sol durante el tiempo suficiente se va a conseguir una visión perturbante. La advertencia sobre los peligros de mirar fijamente al sol continuó: "No sólo va a conseguir la pérdida de visión sino también una condición conocida como metamorfopsia".